# Galatone
Galatone är en ort och kommun i provinsen Lecce i regionen Apulien i Italien. Kommunen hade 15 544 invånare (2017).